# Objaw Gowersa
Objaw Gowersa (ang. Gowers's sign) – objaw chorobowy występujący w przypadku osłabienia siły mięśni kończyny dolnej między innymi wskutek ich bezpośredniego uszkodzenia (np. w dystrofii mięśniowej Duchenne’a) lub uszkodzenia obwodowego układu nerwowego (np. w rdzeniowym zaniku mięśni) i innych chorobach (np. zapaleniu wielomięśniowym, młodzieńczym idiopatycznym zapaleniu stawów, zapaleniu krążków międzykręgowych i sarkoglikanopatii).
W przypadku dodatniego objawu Gowersa, pacjent podczas podnoszenia się z pozycji leżącej wspomaga ten proces najpierw opierając się rękoma o podłoże, następnie o swoje kolana, a w przypadku znacznego osłabienia mięśni także o wyżej położone części kończyny dolnej.
Opisał go brytyjski neurolog William Richard Gowers.